# Marchamalo
Marchamalo es un municipio español de la provincia de Guadalajara, en la comunidad autónoma de Castilla-La Mancha, ubicado concretamente dentro de la comarca de la Campiña del Henares. Forma parte de la zona industrial conocida como Corredor del Henares y dentro de su término municipal se encuentra parte del polígono industrial del Henares. Cuenta con una población de 8497 habitantes (INE 2024).

## Situación
Marchamalo se sitúa a 6 km del centro de Guadalajara, en la margen derecha del río Henares, asentado sobre una fértil vega arcillosa de terrenos cultivables de regadío. Prueba de ello es que el Canal del Henares pasa por el centro del casco urbano, dividiéndolo en dos. El término municipal limita con los de Cabanillas del Campo, Usanos, Fontanar y Guadalajara. 
En cuanto a su ubicación respecto a otras localidades importantes, Marchamalo se encuentra a 17 km de Azuqueca de Henares, a unos 31 km de Alcalá de Henares, al suroeste, y a 70 km de Madrid.

## Historia
Marchamalo tiene un origen muy antiguo, de tiempos de las primeras civilizaciones de la península ibérica. El asentamiento carpetano e hispanorromano de la antigua Arriaca, situado en una muy buena vía de comunicación,  puede relacionarse con los primeros moradores de Marchamalo. Arriaca se situaba algo más al noreste del actual Marchamalo. En el paraje conocido significativamente como 'El Tesoro', se han encontrado cantidad de monedas y restos cerámicos de época romana. Hay vestigios arqueológicos de una gran necrópolis y de algún asentamiento próximo. En el paraje de San Sebastián, en el entorno del Polígono del Henares, se ha encontrado un alfar romano.
A la Vía Augusta o Domiciana, motor económico de Arriaca en tiempos romanos, más allá de las tradicionales actividades agrícolas, ganaderas y comerciales, le sucedería el Camino Real de Navarra (Cañada Real Galiana) y el de Guadalajara, quedando Marchamalo en su cruce, que es su ubicación actual. Ser cruce de caminos ha sido el factor determinante del desarrollo económico y social de Marchamalo hasta hoy día, siendo esto el motivo del aumento de población de las últimas décadas.
Marchamalo ha sido un lugar donde se han vivido y padecido los capítulos reseñables de la historia de España, desde la ocupación romana, a la árabe y la Reconquista, pasando después por la marca que dejó la plaga de peste negra o la Inquisición, el Renacimiento, la guerra de Sucesión y la de Independencia, hasta llegar al siglo XX y superar el terrible periodo de la Guerra Civil y la dictadura del general Franco.

### Edad Media
En 1085 es conquistado el Reino de Toledo por Alfonso VI, aprovechando la debilidad del Ándalus por la división creada por los Reinos de Taifas. La ciudad de Guadalajara y su alfoz, con Marchamalo y las demás aldeas y alquerías, como Bel-Jafel, pasarán a dominio cristiano con Alfonso VI. En 1133, Alfonso VII otorgará a Guadalajara y sus aldeas el primer fuero o carta-puebla conocido, encaminado a conseguir la repoblación de este territorio y para reforzar las zonas fronterizas. El régimen de realengo, solo sometido a la jurisdicción real, hará que el Común y sus aldeas sea el más firme baluarte en la defensa de la monarquía cristiana y sus intereses comunales en clara simbiosis de objetivos frente el avance del régimen señorial y el de abadengo, que corresponderá al clero en sus diversas organizaciones eclesiásticas. La aldea de Marchamalo, a la que se concede una gran extensión de terreno, dependerá de la ciudad de Guadalajara. En la superficie de este término quedarán incluidos los montes comunales y la dehesa boyal, junto con las propiedades familiares otorgadas en dicha repoblación a los nuevos colonos y campesinos. El concejo público se reunirá a campana tañida para tomar acuerdos y decisiones que afecten a los vecinos del lugar, así como para la elección de oficios, alcaldes y regidores bajo jurisdicción de Guadalajara (muchas de estas decisiones tendrán un carácter 'democrático', en clara diferencia a los territorios bajo jurisdicción de nobles y eclesiásticos).
Fernando III, El Santo, acrecentó con nuevos privilegios y libertades los que ya tenía el Común, como sería el Fuero de 1219 y 1251, por el que se restituían a Guadalajara las aldeas que habían sido enajenadas, no permitiendo injerencia alguna del clero y la nobleza en asuntos de Cortes, en los que Guadalajara tenía una importante representación, celebrándose en el alcázar de la ciudad. 
Alfonso X, El Sabio también concedió grandes privilegios al Común, y establece una feria que durará once días en 1291, concede a su hija Berenguela el señorío de Guadalajara, residiendo allí con su hermano Pedro. Será la fundadora del Convento de Santa Clara. Algunos años más tarde, la Infanta Isabel, hija de Sancho IV, dará el impulso definitivo a este convento tan ligado a Marchamalo a través del aya de la reina, Doña María Coronel (en este momento aparecen las primeras noticias escritas sobre Marchamalo). 
Alfonso X daría un fuerte impulso al desarrollo económico y al comercio de la lana en Castilla, creando el Concejo de la Mesta. Se conoce el paso por el centro de Marchamalo de dos cañadas que formaban parte de la red de vías pecuarias en torno a la Cañada Real Riojana, más conocida como Galiana. Una de ellas, la que procede de Hita y Fontanar hacia Alcalá, será más tarde el Camino Real de Navarra. 
Las primeras noticias históricas de Marchamalo datan del siglo XIV. Como aldea de Guadalajara, queda incluida en la sexma del campo, hasta 1627. Durante los siglos XIII y XIV la propiedad de la tierra va pasando progresivamente a manos de la nobleza y de la Iglesia. 
En el primer tercio del siglo XIV hay documentos en los que aparece Marchamalo, una escritura en la que Sor Ferrández, hija de Juan Ferrández y nieta de Miguel Pérez Toledano, da al monasterio de Santa Clara de Guadalajara cuanto heredamiento para pan (tierras de labor) tenía en Marchamalo, aldea de Guadalajara, con casas, muladares, dos bueyes y otros efectos, además de una viña lindante con propiedades de don Aparicio y del judío Mosén de Tudela (17 de mayo de 1324). Otro documento que se hace eco de Marchamalo data de época de Isabel la Católica, quien concede al monasterio de monjas de San Bernardo de Guadalajara la limosna anual de 3500 maravedíes, señalando 2000 de ellos para su "renta de Marchamalo", que pertenecía entonces a la Corona. A la vista de estos documentos y otros, sacados a la luz por Juan Catalina García, se deduce que el núcleo urbano de Marchamalo ya existía antes del siglo XIV en su actual emplazamiento.

### Edad Moderna
En el siglo XVI Marchamalo comienza a adquirir su fisionomía como municipio en el entorno de la plaza Mayor y las calles que forman el casco histórico, indudablemente influida por las dos vías pecuarias que atraviesan la localidad. La población asentada en la localidad comienza a ganar relevancia y a desarrollarse como sociedad moderna. Se construyen las dos casas-palacio existentes en la villa, el Palacio de Zúñiga y Valdés, situado en las Eras Blancas (plaza Doña Eladia) y el Palacio de Ramírez Arellano-Valdés, en la plaza Mayor. También se construye la iglesia de la Santa Cruz, en orientación norte, frente a este palacio. Por aquel entonces, la tierra está en propiedad de los nobles y de los conventos e iglesias de Guadalajara, de las que obtienen importantes rentas.
En las Relaciones Topográficas de Felipe II, de 8 de abril de 1579, Marchamalo contesta a las preguntas que Felipe II había enviado a los distintos lugares, ciudades, villas y aldeas de los reinos de España. Entre otras cuestiones, Marchamalo tiene un total de 170 vecinos, que equivalen a 1040 habitantes, más 20 pobres, los cuales solo sobrevivían de la mendicidad. En las mismas se hace una descripción de varios aspectos relacionados con la aldea. Varios vecinos de Marchamalo participan en diversas actuaciones militares, como la Guerra de las Alpujarras, donde los moriscos se habían rebelado contra Felipe II. También figuran soldados que participan en otras contiendas del siglo XVI. En 1570 varios moriscos procedentes de lugares del Reino de Granada fueron distribuidos en varios pueblos de Guadalajara, correspondiéndole a Marchamalo 32 de ellos. En 1610 fueron expulsados fuera de España por orden del rey Felipe III. 

#### Marchamalo, villa
En el siglo XVII Marchamalo continuaba siendo aldea de la "muy noble y leal Ciudad de Guadalajara", título que le concedió en 1460 el rey Enrique IV. La aldea de Marchamalo estaba sometida a la jurisdicción de la ciudad, debiendo sus vecinos acudir a ella para resolver pleitos y documentos. Así permaneció hasta 1627, que se eximió de Guadalajara convirtiéndose en Villa, dentro del régimen de realengo, es decir, solamente sometida a la voluntad Real. Durante el reinado de Felipe IV se promulgó una Provisión Real, "la corona necesita obtener dinero para acudir a cosas precisas de su real servicio y necesidades que se le han ofrecido para la defensa y sustentación de su reino". Para ello se dispuso a poner en venta hasta 17 500 vasallos de las villas y lugares de realengo, por lo tanto, pertenecientes al rey. La ciudad de Guadalajara se opuso a la venta de sus aldeas, y especialmente la de Marchamalo, con la que mantenía una relación especial, en gran medida por los numerosos bienes, fincas y censos hipotecarios que poseían los nobles y conventos radicados en la ciudad. La voluntad de la corona era firme, y mediante Real Cédula, dispuso que dichos lugares se vendiesen "sin embargo, de provilegios y condiciones de villones, exenciones e mercedes, que las Ciudades, Villas y lugares tengan e se vendan los vasallos del Rey no acordó su Magestad vendiese" (Reunión del Concejo de Guadalajara el 29 de abril de 1626). A los vecinos de Marchamalo no les quedó más remedio que ser dueños de su propio destino y decidieron comprarse a sí mismos para no caer en manos de señoríos o particulares. El esfuerzo y sacrificio para conseguir que Marchamalo fuese Villa de por sí, con jurisdicción propia, estuvo rodeado de una gran polémica sobre la mojonera y deslinde de términos respecto a Guadalajara. Los censos o hipotecas tomados por la nueva villa vendrían a suponer un capital difícil de amortizar por las condiciones leoninas que se habían impuesto, fijando la posibilidad de elegir entre la superficie del término con un precio por legua de 5600 ducados o por el número de vecinos a razón de 15 000 maravedíes por cada uno. La Corona eligió el precio correspondiente a los vecinos, por ser su importe mayor que el fijado por el término.
Según los documentos de la época, la conversión de Marchamalo en Villa finalmente acabó siendo una transacción comercial entre los vecinos, que compraron su independencia jurídica, y la Corona. El 8 de febrero de 1627, después de haber ajustado y entregado la suma de 347 250 maravedíes en plata, el Juez de Comisión, junto a las autoridades y vecinos, se reunieron en forma de Concejo Solemne en los pórticos de la lonja de la iglesia de la Santa Cruz y oyeron la Cédula Real de su independencia. Sin perder día comenzaron los autos sobre la posesión, nombramiento de justicias, escribano y carcelero, visitando las propiedades municipales, Casa Consistorial, taberna, carnicería, tercia, mesones y cárcel. Se da la posesión con todas las rentas, penas de cámara, de sangre y calumnias, penas de cárcel y cuchillo, portazgo y demás escribanías anejas a dicha jurisdicción, con los mojones y linderos que se habían fijado. Para administrar justicia dispondrán de un rollo que Marchamalo construirá a la entrada de la Villa por arriba (al norte, hacia Fontanar) y una horca a la salida, a la parte de abajo (hacia el sur y Cabanillas), ambas en el Camino Real de Aragón y Navarra o Cañada Galiana. 
La Villa tuvo que someterse pasados los años al no poder soportar la pesada carga que suponía el débito contraído con la Hacienda Real, por lo que pasó a convertirse en Villa de Señorío. Por ello Marchamalo tuvo otra picota que se erigió en la plaza Mayor, cercana al Banco de la Paciencia, la fragua municipal y al arroyo del Val, también junto al Camino Real. Así se describe en las respuestas dadas al Catastro del Marqués de la Ensenada en 1750, por el herrero Antonio Alburquerque.

#### sigloXVIII
Al morir Carlos II el trono queda vacante, siendo nombrado sucesor Felipe de Anjou, sobrino del rey de Francia. Al mismo tiempo el trono será reclamado por el archiduque Carlos de Austria, hijo del emperador Leopoldo I. El 4 de diciembre de 1700 parte del Palacio de Versalles, en Francia, el que llegará a ser rey de España, Felipe V. Acompañado por una numerosa comitiva compuesta por más de 800 caballerías emprenderá un largo camino por Francia y España, donde sufrirá las inclemencias del invierno en tierras de Castilla. Varias poblaciones le recibirán con fiestas y celebraciones, mientras que otras aportarán alimentos y forrajes. Una de estas villas será Marchamalo, lugar donde el futuro rey, con diecisiete años, llegará por el Camino Real de Aragón y Navarra procedente de Hita. Después de descansar y comer en Marchamalo se desviarán a Guadalajara, donde serán agasajados por el duque del Infantado en su lujoso palacio. Allí se organizarán numerosos festejos en su honor, destacando una corrida con diez toros que serán del agrado del joven monarca. El 18 de febrero, después de 80 días de viaje, llegará a Madrid.

### Integración en Guadalajara y nuevamente municipio autónomo
Después de varios siglos y a consecuencia de un proceso de fusión de poblaciones surgido durante la última etapa del franquismo pasó a ser administrado por Guadalajara. El 8 de enero de 1973, el Consejo de Ministros aprueba la anexión de Marchamalo como barrio a Guadalajara. El 18 de enero de 1994, el Consejo de Gobierno regional declara a Marchamalo Entidad de Ámbito Territorial Inferior al Municipio (EATIM). El 17 de noviembre de 1996 se celebra un referéndum en el que el 82,5 % de los votos respaldan la independencia sobre una participación del 55 % del censo. El 15 de septiembre de 1998 fallece Fernando Olalla, cabeza visible del proceso de autonomía. El 31 de diciembre de 1998, José María Bris y Juan Armando Monge firman el convenio por el que Marchamalo se convierte en municipio con efecto 1 de enero de 1999. El 2 de enero de 1999 se constituye el Ayuntamiento de Marchamalo con once concejales.

## Arquitectura

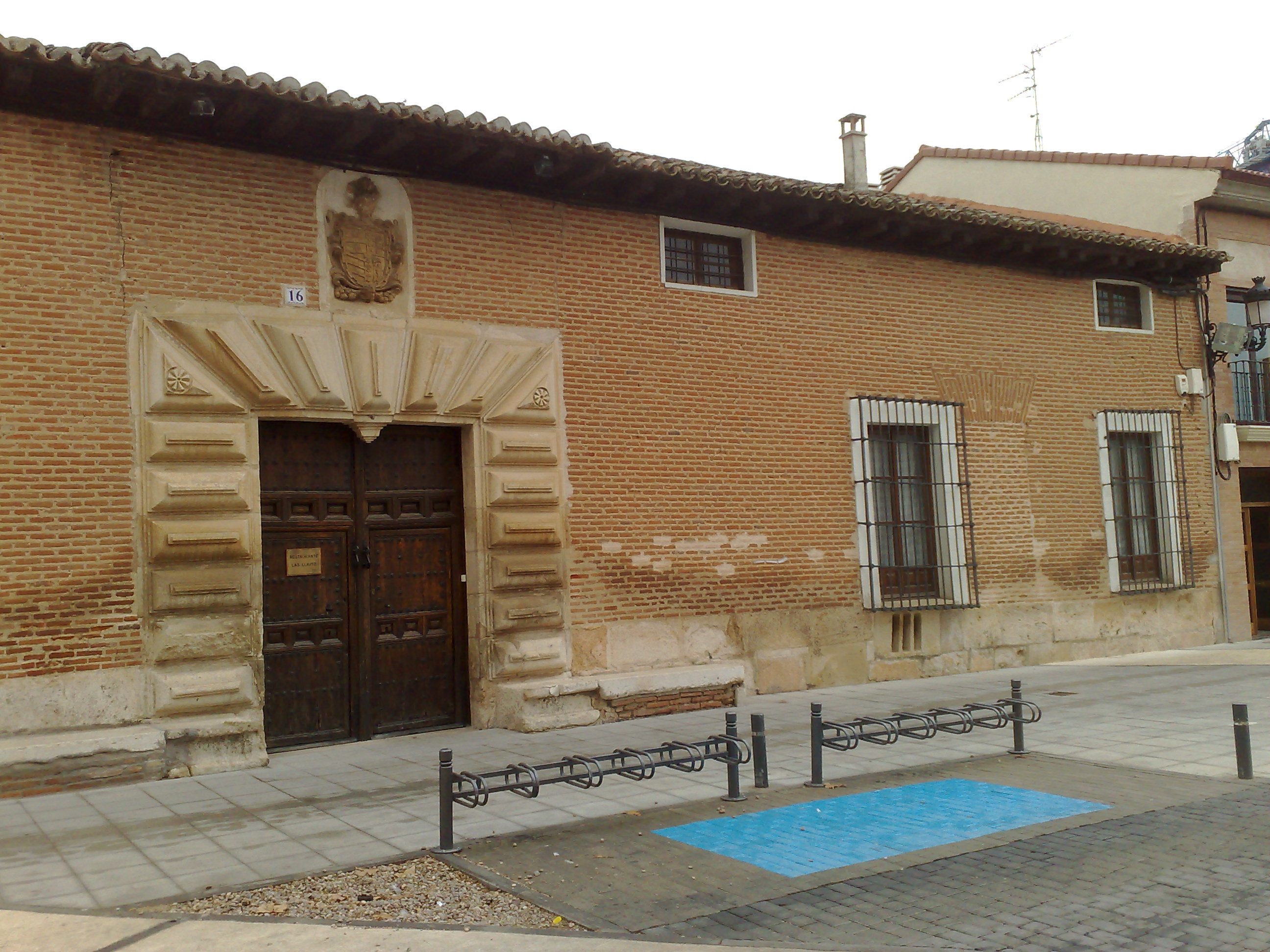
Palacio de los Ramírez de Arellano

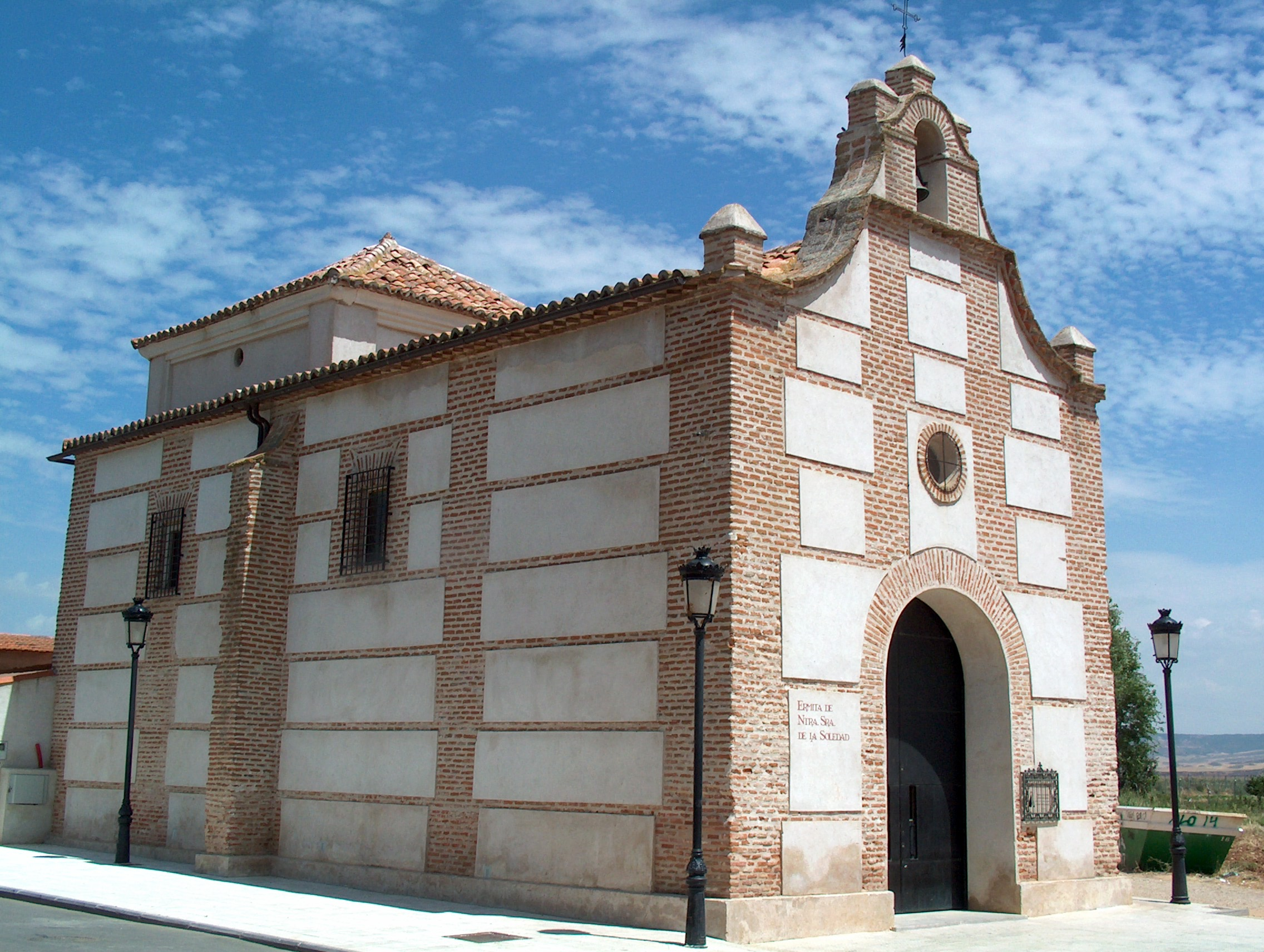
Ermita de la Soledad

- Arquitectura palaciega del siglo XVII en el Palacio de los Ramírez de Arellano, en la plaza Mayor, con puerta de entrada almohadillada y escudo.
- Iglesia de la Santa Cruz, del siglo XVI en ladrillo y con artesonados mudéjares, y reconstruida tras la última guerra civil a base de ladrillo, mampostería y cemento.
- Ermita de la Soledad, del siglo XVII.

## Personajes de Marchamalo
Manuel del Vado y Calvo (1810-1901): Ganadero, industrial y político. Fue diputado provincial, diputado nacional en las Constituyentes de 1869 y senador en 1871 y 1872. Presidente de la Junta de Gobierno de la Provincia de Guadalajara, órgano administrativo que precedió a la Diputación de Guadalajara (1868).
Emilio Fernández Galiano (1885-1953): Naturalista, zoólogo e histólogo. Doctor en Ciencias Naturales, y académico de la Real Academia Nacional de Medicina y de la Real Academia Española.

## Fiestas
- Primer fin de semana de mayo: fiestas patronales en honor al Santísimo Cristo de la Esperanza.
- Tercer fin de semana de agosto: fiestas de verano.

## Demografía
| Gráfica de evolución demográfica de Marchamalo entre 1842 y 2021 |
| |
| Población de derecho según los censos de población del INE Población de hecho según los censos de población del INEEntre el censo de 1981 y el anterior, este municipio desaparece porque se integra en el municipio Guadalajara |

El 1 de enero de 1999, Marchamalo pasó a ser municipio independiente, después de haber pertenecido a la ciudad de Guadalajara, como Entidad de Ámbito Territorial Inferior al Municipio, durante varias décadas. Por este motivo, algunos censos del siglo XX no muestran la población de la localidad.
| Evolución demográfica en Marchamalo 1842-2016 | Evolución demográfica en Marchamalo 1842-2016 | Evolución demográfica en Marchamalo 1842-2016 | Evolución demográfica en Marchamalo 1842-2016 | Evolución demográfica en Marchamalo 1842-2016 | Evolución demográfica en Marchamalo 1842-2016 | Evolución demográfica en Marchamalo 1842-2016 | Evolución demográfica en Marchamalo 1842-2016 | Evolución demográfica en Marchamalo 1842-2016 | Evolución demográfica en Marchamalo 1842-2016 | Evolución demográfica en Marchamalo 1842-2016 | Evolución demográfica en Marchamalo 1842-2016 | Evolución demográfica en Marchamalo 1842-2016 | Evolución demográfica en Marchamalo 1842-2016 | Evolución demográfica en Marchamalo 1842-2016 | Evolución demográfica en Marchamalo 1842-2016 | Evolución demográfica en Marchamalo 1842-2016 | Evolución demográfica en Marchamalo 1842-2016 | Evolución demográfica en Marchamalo 1842-2016 | Evolución demográfica en Marchamalo 1842-2016 |      |      |      |
| 1842                                          | 1877                                          | 1887                                          | 1897                                          | 1900                                          | 1910                                          | 1920                                          | 1930                                          | 1940                                          | 1950                                          | 1960                                          | 1970                                          | 2000                                          | 2001                                          | 2002                                          | 2003                                          | 2004                                          | 2005                                          | 2006                                          | 2007                                          | 2013 | 2015 | 2016 |
| --------------------------------------------- | --------------------------------------------- | --------------------------------------------- | --------------------------------------------- | --------------------------------------------- | --------------------------------------------- | --------------------------------------------- | --------------------------------------------- | --------------------------------------------- | --------------------------------------------- | --------------------------------------------- | --------------------------------------------- | --------------------------------------------- | --------------------------------------------- | --------------------------------------------- | --------------------------------------------- | --------------------------------------------- | --------------------------------------------- | --------------------------------------------- | --------------------------------------------- | ---- | ---- | ---- |
| 1080                                          | 1101                                          | 1149                                          | 1192                                          | 1232                                          | 1324                                          | 1360                                          | 1493                                          | 1644                                          | 1746                                          | 1913                                          | 2607                                          | 4299                                          | 4303                                          | 4337                                          | 4363                                          | 4548                                          | 4700                                          | 4790                                          | 5047                                          | 6593 | 6750 | 7200 |